# Якэбитай
Якэбитай (яп. 焼額山) — гора в поселке Яманоути уезда Симотакаи префектуры Нагано. Высота 2009 м. Одна из гор составляющих плато Сига.

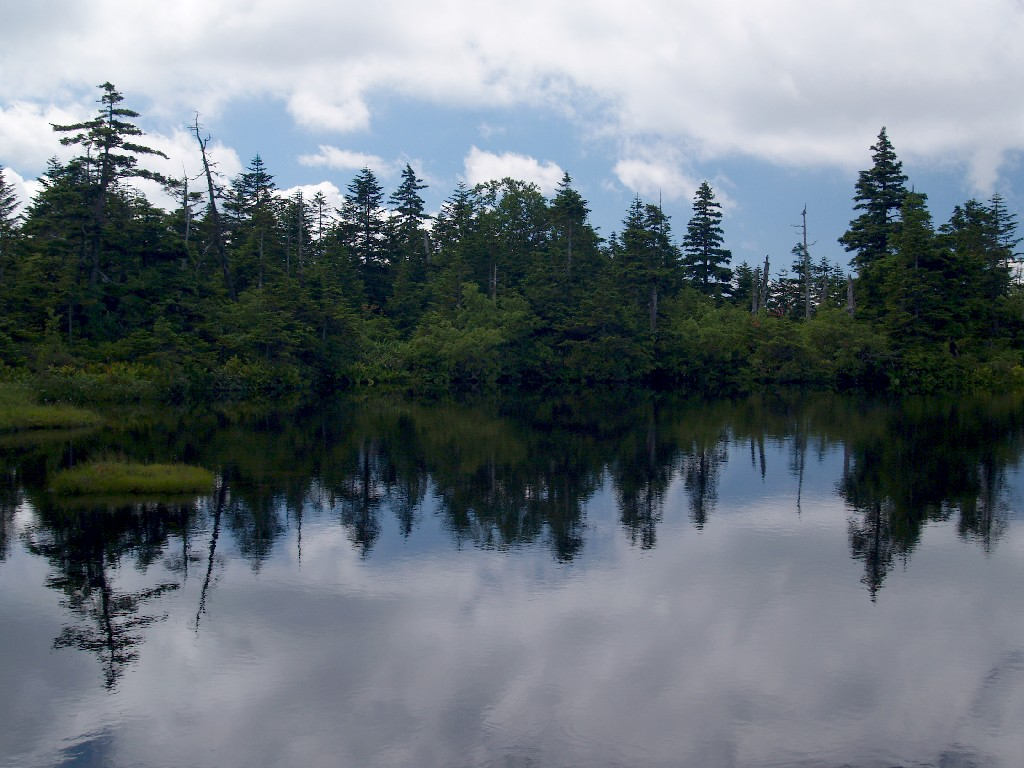
Водоем Тиго (август 2007)

Гора известна горнолыжными курортами, на юго-восточном склоне есть горнолыжный курорт Якэбитай-яма, а на северо-восточном есть горнолыжный курорт Окусига-когэн. На вершине горы есть верховое болото называемое водоемом Тиго.
До вершины горы можно подняться на канатной дороге.

## Транспорт
- Канатная дорога Окусига-когэн
- Первая канатная дорога Якэбитай-яма (вне лыжного сезона работает только во время летних каникул)

До мест посадки на эти канатные дороги ходят автобусы (Нагадэн-бас) от станции Юданака.